# Annelies Bredael
Pour les articles homonymes, voir Bredael.
Annelies Bredael, né le 15 juin 1965 à Willebroek, est une rameuse d'aviron belge.

## Carrière
Annelies Bredael participe aux Jeux olympiques d'été de 1992 à Barcelone et remporte la médaille d'argent en skiff.